# Chris Buncombe
Chris Buncombe, né le 5 mai 1979 à Taunton dans le comté de Somerset, est un pilote automobile britannique. 

## Carrière
- 2001 : Championnat de Grande-Bretagne de Formule Renault, 10e
- 2002 : ETCC, non classé
- 2004 : FIA GT, 70e
- 2005 : FIA GT, 17e
- 2006 : FIA GT, non classé
- 2007 : Le Mans Series, 6e
  - 24 Heures du Mans, 1er de la catégorie LMP2